# Sirik
Sirik was een plaats in de huidige provincie Banten in het westen van Java, Indonesië. Het werd verwoest tijdens de tsunami welke ontstond na de uitbarsting van Krakatau in 1883.